# Duong Hong Phong
Duong Hong Phong (* 30. August 1953 in Nam Dinh) ist ein vietnamesisch-US-amerikanischer Mathematiker und mathematischer Physiker.
Phong besuchte das Lycée Jean-Jacques Rousseau in Saigon und studierte an der École polytechnique fédérale de Lausanne und an der Princeton University, an der er 1973 seinen Bachelor-Abschluss und 1974 seinen Master-Abschluss erhielt und 1977 bei Elias Stein in Mathematik promoviert wurde (On Hölder and Lp Estimates for the Conjugate Partial Equation on Strongly Pseudo-Convex Domains). Als Post-Doktorand war er 1977/78 am Institute for Advanced Study. Er ist Professor für Mathematik an der Columbia University, an der er 1978 Assistant Professor und 1981 Associate Professor wurde. 1982 bis 1984 war er Sloan Research Fellow.
Phong befasst sich mit Pseudodifferentialoperatoren, Fourierintegraloperatoren, Differentialgeometrie, komplexer Geometrie und partiellen Differentialgleichungen. In der Physik befasste sich mit Eric D’Hoker in den 1980er Jahren mit der Geometrie hinter Superstring-Störungstheorie neben weiteren Themen im Umkreis von Superstrings und deren Mathematik sowie mit integrablen Systemen.
2009 erhielt er den Stefan Bergman Preis für Forschung über Pseudodifferentialoperatoren und das Neumann-d-bar-Problem. 1994 war er eingeladener Sprecher auf dem Internationalen Mathematikerkongress in Zürich (Regularity of Fourier Integral Operators). 2024 wurde Phong zum Mitglied der National Academy of Sciences gewählt.
Er ist US-amerikanischer Staatsbürger.

## Schriften (Auswahl)
- mit D’Hoker: Multiloop amplitudes for the bosonic Polyakov string, Nucl. Phys. B, Band 269, 1986, S. 205–234
- mit D’Hoker: Loop amplitudes for the fermionic string, Nucl. Phys. B, Band 278, 1986, S. 225–241
- mit D’Hoker: On determinants of Laplacians on Riemann surfaces, Communications in Mathematical Physics, Band 104, 1986, S. 537–545
- mit D’Hoker: The geometry of string perturbation theory, Reviews of Modern Physics, Band 60, 1988, S. 917
- mit D’Hoker: Seiberg-Witten theory and integrable Systems, Vorlesungen Edinburgh, Kyoto, Arxiv 1999
- mit D’Hoker: Lectures on supersymmetric Yang-Mills theory and integrable systems, in: D’Hoker, Phong, Yvan Saint-Aubin, Luc Vinet (Hrsg.): Theoretical physics at the end of the twentieth century, CRM Summer School, Banff, Springer 2002, S. 1–125
- mit D’Hoker: Two-loop superstrings.: I. Main formulas, Phys. Lett. B, Band 529, 2002, S. 241–255
- mit D’Hoker:  Lectures on two loop superstrings, Hangzhou, Peking 2002, Arxiv

Mathematische Arbeiten:
- mit Charles Fefferman: On positivity of pseudo-differential operators, Proc. Nat. Acad. Sci. USA, Band 75, 1978, S.  4673–4674
- On integral representations for the Neumann operator, Proc. Nat. Acad. USA, Band 76, 1979, S. 1554–1558
- mit  C. Fefferman: On the lowest eigenvalue of a pseudo-differential operator, Proc. Nat. Acad. USA, Band 76, 1979, S. 6055–6056
- mit C. Fefferman: On the asymptotic eigenvalue distribution of a pseudo-differential operator, Proc. Nat. Acad. USA, Band 77, 1980, S.  5622–5625
- mit C. Fefferman: Symplectic geometry and positivity of pseudo-differential operators, Proc. Nat. Acad. USA, Band 79, 1982, S.  710–713
- mit E. M. Stein: Singular integrals related to the Radon transform and boundary value problems, Proc. Nat. Acad. Sci. USA, Band 80, 1983, S.  7697–7701
- mit E. M. Stein: Hilbert integrals, singular integrals, and Radon transforms I, Acta Mathematica, Band 157, 1986, S. 99–157.
- mit E. M. Stein: The Newton polyhedron and oscillatory integral operators, Acta Mathematica, Band 179, 1997, S. 105–152.
- mit Jacob Sturm: Lectures on stability and constant scalar curvature,  Current developments in mathematics 2007, 2009, S.  101–176.
- mit Jacob Sturm: Regularity of geodesic rays and Monge-Ampère equations. Proc. Amer. Math. Soc., Band 138, 2010, S. 3637–3650.
- mit Jian Song and Jacob Sturm: Complex Monge Ampere Equations, 2012
- mit Pengfei Guan: Partial Legendre transforms of non-linear equations,  Proc. Amer. Math. Soc., Band 140, 2012, S.  3831–3842